# MP-446 Viking
Die MP-446 Viking ist eine halbautomatische Selbstladepistole aus Russland.
Die Pistole ist eine zivile Version von Ischmasch auf Basis der Jarygin-PJa-Pistole, welche die russischen Streitkräfte im Jahr 2003 als neue Dienstwaffe einführten. Der wichtigste Unterschied zwischen der militärischen PJa und der zivilen MP-446 ist das Material des Griffstücks.

## Technik
Die Double-Action-Pistole besteht aus haltbaren Materialien; das Griffstück aus hochfestem glasfaserverstärktem Kunststoff, was die Waffe leichter macht, der Verschluss und die Mechanik bestehen aus Stahl.
Auf dem Verschluss ist eine mechanische Ladestandsanzeige eingearbeitet: So ist jederzeit ersichtlich, ob sich eine Patrone im Patronenlager befindet. Die Abzugssicherung ist mit einem beidseitigen Sicherungshebel ausgestattet, zudem kann der Magazinhalteknopf auf die Bedürfnisse von Linkshändern umgestellt werden.
Ursprünglich war die MP-446, wie ihre militärische Variante, mit einer Magazin-Kapazität von 18 Patronen (bis 2004 fanden nur 17-Schuss-Magazine Verwendung) konstruiert. In der zivilen Version kann das Magazin der Pistole nur mit 10 statt 18 Patronen vom Kaliber 9 × 19 mm geladen werden.